# Charlie Turner (Cricketspieler)
Charles Thomas Biass Turner (bekannt als Charlie Turner; * 16. November 1862 in Bathurst, Australien; † 1. Januar 1944 in Manly, Australien) war ein australischer Cricketspieler, der zwischen 1887 und 1895 für die australische Nationalmannschaft spielte.

## Aktive Karriere
Turner gab sein First-Class-Debüt für New South Wales in der Saison 1882/83. Als England in der Saison 1886/87 nach Australien kam, konnte er in einem Tour Match für New South Wales 13 Wickets for 54 Runs gegen das englische Team erreichen. So spielte er dann sein erstes Test-Match bei der Tour und konnte dabei mit 6 Wickets für 15 Runs auf 45 Runs begrenzen, was bis heute das geringste Test-Score eines englischen Teams in einem Innings ist. In seinem zweiten Test folgten dann insgesamt neun Wickets (5/41 und 4/52). Ein Jahr später bei der Ashes Series 1877/78 konnte er dann in dem einzigen gespielten Test insgesamt 12 Wickets (5/44 und 7/43) erzielen, was jedoch nicht zum Sieg reichte. Insgesamt erzielte er 106 Wickets in der First-Class-Saison, ein Rekord, der bis heute Bestand hat. Im folgenden Sommer reiste er mit dem Team erstmals nach England. Dort eröffnete er die Serie mit einem weiteren Ten-for (5/27 und 5/36) und konnte so zusammen mit seinem Bowling-Partner J. J. Ferris den Sieg gegen die englische Mannschaft sicherstellen. In den weiteren Tests folgten dann ein Mal sechs Wickets (6/112) und ein Mal fünf Wickets (5/86).
Bei der nächsten Tour in England im Sommer 1890 gelangen ihm nur ein Mal drei Wickets (3/38). Zurück in Australien in der Saison 1891/92 ermöglichte er mit fünf (5/51) und vier (4/46) Wickets in den ersten beiden Spielen jeweils einen Sieg, bevor er bei der Innings-Niederlage im dritten Spiel 3 Wickets für 111 Runs erzielte. In England im Sommer 1893 erreichte er im ersten Test 6 Wickets für 67 Runs, konnte jedoch in den folgenden beiden Spielen nicht herausragen. Seinen letzten Einsatz im Nationalteam hatte er bei der Ashes Tour 1894/95 in Australien. Dort konnte er dann im zweiten Test insgesamt acht Wickets (5/32 und 3/99) und in seinem letzten Spiel sieben Wickets (3/18 und 4/33) erreichen. In 1897 verließ er Sydney und siedelte nach Queensland über, womit dann auch seine First-Class-Karriere endete.

## Spielstil
Sein Bowling war nicht von Geschwindigkeit geprägt, sondern von der Präzision und der Variation in der Linie und Länge. Er war einer der ersten Spieler, dessen Bowling-Geschwindigkeit gemessen wurde, die mit 88,5 km/h angegeben wurde.

## Nach der aktiven Karriere
Turner arbeitete während seiner Karriere für die Joint Stock Bank wie auch für die Government Savings Bank und war auch als Stock Brocker tätig. Er hatte auch einen Handel für Cricket-Utensilien, der jedoch nicht gut lief. 1896 begann er ein Cricketmagazin zu veröffentlichen, was er jedoch im Folgejahr wieder einstellte, da es nicht finanziell erfolgreich war. Daraufhin blieb er dem Cricketsport weiter als Administrator verbunden. Dort erklärte er, dass die Pitches über die Zeit ihren Charakter geändert haben und er nun nicht mehr so erfolgreich seien könnte mit seinem Spielstil. Weiterhin schrieb er für The Sun und war als Radiokommentator tätig. Er verstarb an Neujahr 1944 im Alter von 81 Jahren.